# Piasecki 16H Pathfinder
Piasecki 16H Pathfinder – amerykański śmigłowiec hybrydowy. Maszyna była demonstratorem technologii mającej umożliwić śmigłowcom osiągania dużych prędkości w locie poziomym oraz zwiększać ich pułap i zasięg.

## Historia
Na początku lat 60. XX w. firma Piasecki Aircraft z własnej inicjatywy podjęła prace nad nowym rodzajem napędu śmigłowca mającego umożliwić mu osiąganie dużych prędkości. Podobne prace w owym okresie prowadziły również inne wytwórnie zajmujące się produkcją śmigłowców. Ich celem było stworzenie maszyny zdolnej do lotu poziomego z prędkością rzędu 300 km/h i więcej. Powstały wówczas konstrukcje typu Bell 533, Kaman Compound Seasprite, Lockheed XH-51A Compound czy Sikorsky NH-3A. Ich wspólnym mianownikiem był sposób w jaki uzyskano zdolność do lotu z dużą prędkością. Śmigłowce wyposażone były w płaty nośne po bokach kadłuba generujące dodatkową siłę nośną oraz dodatkowe źródło napędu wytwarzające poziomą siłę ciągu. Najczęściej w postaci dodatkowego silnika odrzutowego. Dzięki tego typu modyfikacjom udało się osiągnąć prędkości w locie poziomym rzędu 400 km/h. Inne rozwiązanie zaproponowała firma Piasecki. W wytwórni powstał niewielki, pięciomiejscowy śmigłowiec oznaczony jako 16H-1 Pathfinder. Maszyna wyposażona była w kołowe podwozie główne, chowane do wnęk w skrzydłach i stałe kółko ogonowe. Trójłopatowy wirnik główny napędzany był silnikiem turbinowym o mocy 550 KM. Podobnie jak śmigłowce innych producentów, aparat wyposażony był w skrzydła zainstalowane u dołu kadłuba po obu jego stronach, ale w odróżnieniu od nich, zrezygnowano z dodatkowego silnika. Źródłem napędu w szybkim locie poziomym było ustawione prostopadle do kadłuba maszyny obudowane śmigło ogonowe o średnicy 1,68 m. Za śmigłem ogonowym znajdowały się ruchome stery, cztery pionowe i jedne poziomy, których wychylenie, odchylało zaśmigłowy strumień powietrza umożliwiając pilotowi sterowanie śmigłowcem. Cały układ otunelowanego śmigła ogonowego wraz z powierzchniami sterującymi został nazwany przez firmę Piasecki ring-tail. Do swojego pierwszego lotu śmigłowiec 16H-1 wzbił się 21 lutego 1962 roku. w trakcie 185 godzin prób w powietrzu, udało się osiągnąć prędkość maksymalną 274 km/h w locie poziomym. Pracami wytwórni zainteresowała się United States Army i United States Navy, które zleciły producentowi wybudowanie większej wersji śmigłowca, zdolnej obok dwuosobowej załogi pomieścić jeszcze siedmiu pasażerów. W maju 1964 roku, Piasecki przebudował wersję 16H-1. Wydłużono kadłub maszyny, zastosowano nowy wirnik główny, zapożyczony ze śmigłowca Piasecki H-21 Shawnee, dotychczasową jednostkę napędową zastąpiono silnikiem General Electric T58-GE-8 o ponad dwukrotnie większej mocy niż dotychczasowy, układ ring-tail poddano niewielkiej modyfikacji, zwiększając liczbę sterów kierunku do sześciu. Tak zmodyfikowana wersja otrzymała oznaczenie 16H-1A Pathfinder i oblatana 15 listopada 1965 roku. W trwających do 6 lipca 1966 roku próbach, śmigłowiec osiągnął maksymalną prędkość w locie poziomym 309 km/h, a w płytkim locie nurkowym 361 km/h, spędzając w powietrzu w sumie 56,5 godziny podczas 171 lotów.
Wykonane w latach 60. próby i badania, zaowocowały na początku XXI wieku konstrukcją Piasecki X-49, w której zmodyfikowano system ring-tail.